# عرشیا بابازاده
عرشیا بابازاده (انگلیسی: Arshia Babazadeh؛ زادهٔ ۵ نوامبر ۱۹۹۵) بازیکن فوتبال است. او در باشگاه فوتبال استقلال تهران نیز سابقه بازی دارد.
وی فرزند حمید بابازاده است.